# Caudebec-lès-Elbeuf
Caudebec-lès-Elbeuf település Franciaországban, Seine-Maritime megyében. Lakosainak száma 10 414 fő (2022. január 1.). Caudebec-lès-Elbeuf Elbeuf, Saint-Aubin-lès-Elbeuf és Saint-Pierre-lès-Elbeuf községekkel határos.

## Népesség
A település népességének változása:
| Lakosok száma | 10 154 | 10 552 | 10 629 | 10 335 | 10 156 | 9949 | 9996 | 10 135 | 10 414 |
|               | 2013   | 2015   | 2016   | 2017   | 2018   | 2019 | 2020 | 2021   | 2022   |